# Orzanzurieta
Orzanzurieta är ett berg i Spanien.   Det ligger i provinsen Provincia de Navarra och regionen Navarra, i den nordöstra delen av landet, 300 km nordost om huvudstaden Madrid. Toppen på Orzanzurieta är 1 550 meter över havet, eller 566 meter över den omgivande terrängen. Bredden vid basen är 22,3 km.
Terrängen runt Orzanzurieta är kuperad åt sydväst, men åt nordost är den bergig. Runt Orzanzurieta är det mycket glesbefolkat, med 6 invånare per kvadratkilometer. Närmaste större samhälle är Erroibar, 16,2 km sydväst om Orzanzurieta. I omgivningarna runt Orzanzurieta växer i huvudsak blandskog.